# Lloret de Mar
Lloret de Mar je město, ležící ve španělském autonomním společenství Katalánsko, na pobřeží Costa Brava (Středozemní moře). Leží asi 75 km severně od Barcelony, v provincii Girona, mezi městy Blanes a Tossa de Mar. Žije zde přibližně 43 tisíc obyvatel, jedná se tak o druhé největší město v comarce La Selva. Lloret de Mar je známé především díky turistice, v letní turistické sezóně přesahuje počet obyvatel 200 000.

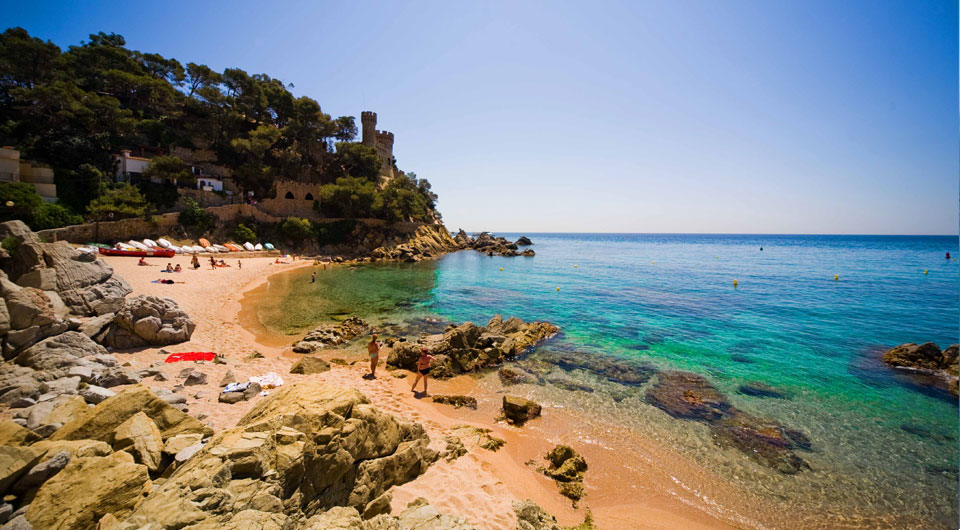

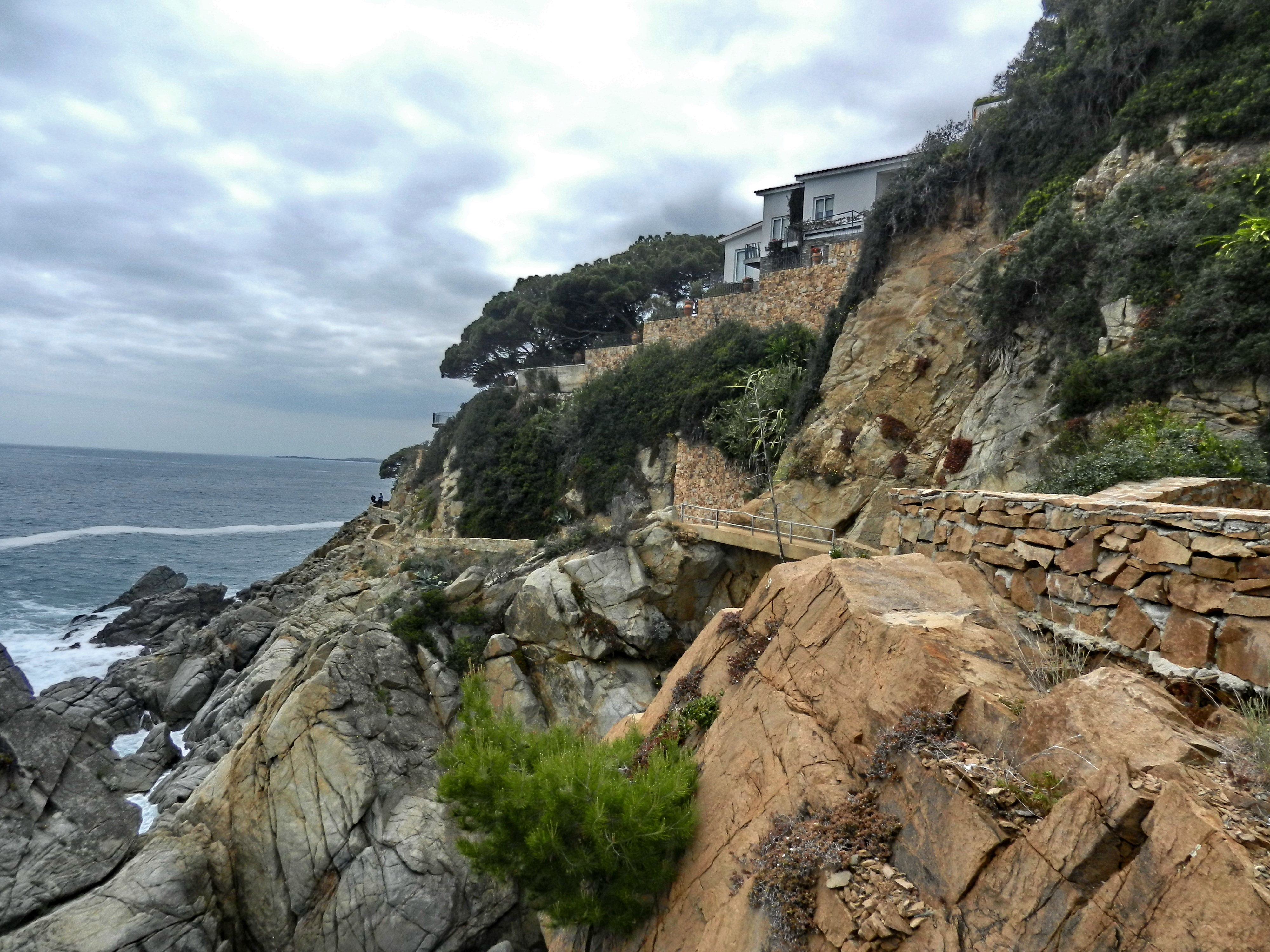

Nejstarší, původně rybářské městečko se stalo postupně největším katalánským turistickým střediskem na Costa Brava.
Název městečka Llloret pochází z latinského "Lauredal" – což znamená vavřínový háj. Městečko má za sebou tisíciletou historii - antickou minulost – o čemž svědčí např. dochované římské hrobky, ze středověku pak kostely, hradby, conquistadorské vily atd.
Dnešní Lloret de Mar (de Mar = u moře) je především turistickým centrem se spoustou hotelů, restaurací, krámků, barů... noční život obohacují herní kasina. Sportovní vyžití, pořádané autokarové zájezy, výlety po lodi... to vše doplňuje turistický kolorit. Letovisko si oblíbila mládež, takže zde místy panuje rušný letní život, plný koncertů, ohňostrojů, ale i slavností pravidelně pořádaných městem. Na druhé straně, je letovisko zejména v klidnějším jarním a podzimním ročním období vyhledáváno seniory a rodinami s dětmi.